# Miroslav Rada
Miroslav Rada (23. února 1926 Praha – 16. března 2017, Praha) byl český evangelický malíř, ilustrátor, grafik a pedagog.

## Život dílo
Kromě obrazů sakrálních, které nakreslil pro církevní prostory nejen v Česku, ale i v zahraničí, maloval obrazy také se světskou tematikou a ilustroval i knížky (například teologická kniha profesora Hromádky). V letech 1945 až 1950 studoval na Pedagogické fakultě Univerzity Karlovy pod vedením Cyrila Boudy, Karla Lidického či Martina Salcmana. Byl členem uskupení „Proměna“, s nímž absolvoval několik výstav, ale od roku 1962 vystavoval samostatně, a to jak v Česku, tak také v zahraničí (například v Německu, Spojených státech amerických či v Chile).

## Výběr z díla

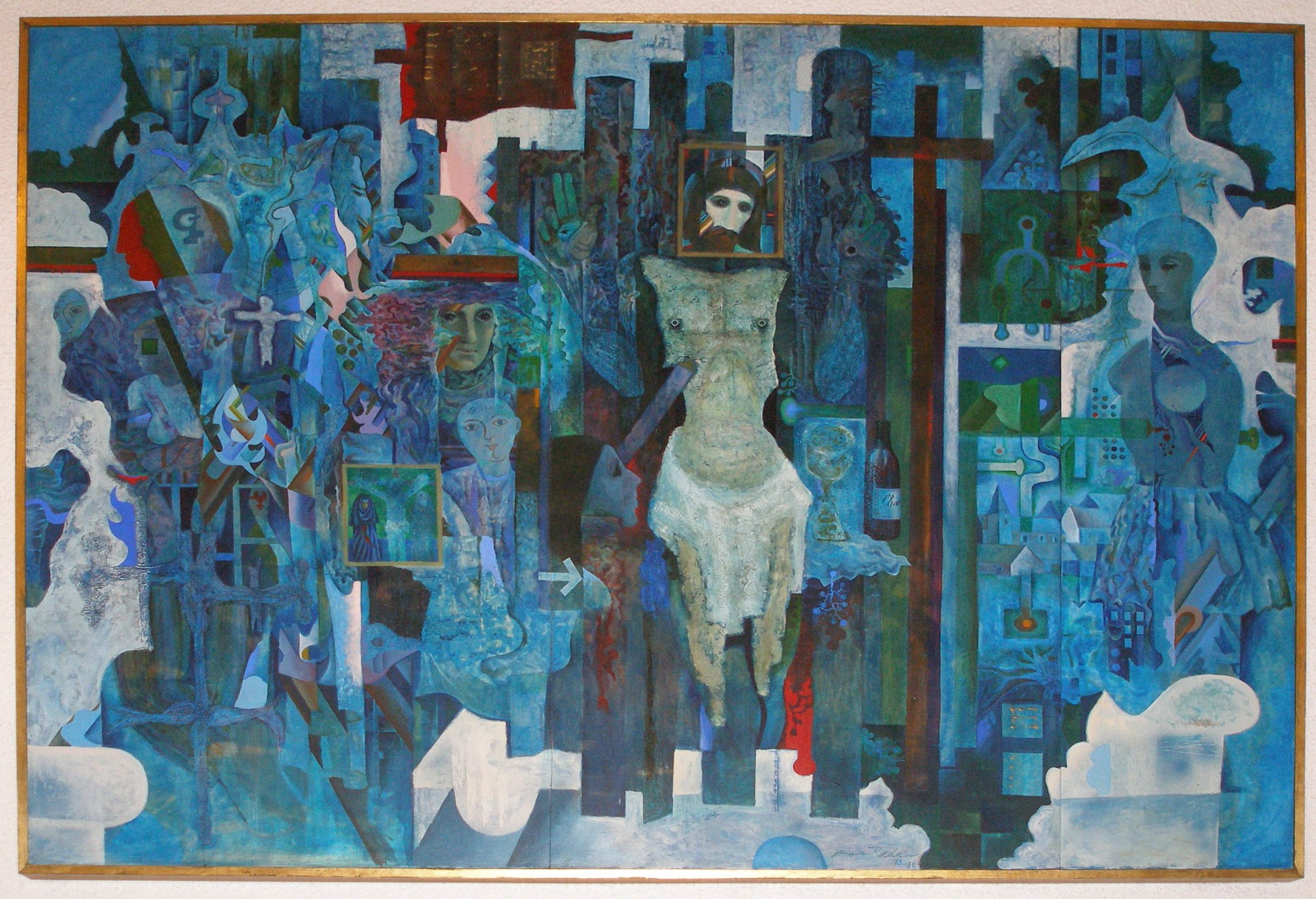
Obraz „Ježíš Kristus včera i dnes tentýž jest i na věky“ Miloslava Rady (z roku 1982) v kostele U Jákobova žebříku

Výtvarné práce realizované Miroslavem Radou:
- 1967 Cheb, evangelická modlitebna – „triptych Narození“
- 1976 Kutná Hora, evangelický kostel – diptych „Starý Zákon“ a „Nový Zákon“[5]
- 1982 Praha – Kobylisy, evangelická modlitebna – obraz „Ježíš Kristus včera i dnes tentýž jest i na věky“
- 1984 Zlín, kostel ČCE – úprava interiéru[6]
- 1986 Jimramov, kostel ČCE – úprava interiéru, obraz na kruchtě, design nových varhan
- 1988 Praha – Nové Město, interiér čekárny II. chirurgické kliniky, obraz
- 1988 Kroměříž, evangelická modlitebna – gobelín, keramické kalichy, obraz do niky
- 1988 Javorník u Jeseníku – malba na celé fasádě fary
- 2000 Praha – Vinohrady, evangelická modlitebna – 5 obrazů s motivy Starého a Nového Zákona
- obraz svatého Mikuláše v apsidě kostela svatého Mikuláše ve Vršovicích